# BRL-CAD
BRL-CAD est un logiciel libre de conception assistée par ordinateur initialement développé par l'armée américaine. Il est actuellement distribué sous licence GPL et fonctionne sous UNIX/Linux, macOS et Windows.
BRL-CAD participe au Google Summer of Code, avec OpenSCAD, LibreCAD, FreeCAD — tous quatre étant des logiciels de conception assistée par ordinateur libres — et Slic3r — pour la fabrication assistée par ordinateur. Ces événements permettent un effort combiné et se déroulent au sein de l'organisation parapluie de BRL-CAD.

## Liens
- (en) site BRL-CAD
- (en) « Accueil du projet BRL-CAD », sur SourceForge.net.